# Editorial Calpe
La Compañía Anónima de Librería, Publicaciones y Ediciones (CALPE) fue una empresa editora española fundada por Nicolás María de Urgoiti en junio de 1918. Funcionó hasta diciembre de 1925, cuando se fusionó con Editorial Espasa para formar Editorial Espasa-Calpe.
Tuvo como asesores a Manuel García Morente como director de la Colección Universal, José Ortega y Gasset de la Biblioteca de Ideas del siglo XX, Manuel Bartolomé Cossío, Dantín Cereceda y Santiago Ramón y Cajal. Para su Catálogo general de 1923 presentó aproximadamente 1.300 títulos, de los cuales 900 eran de contenido científico y literario.
Publicó el Diccionario del español hablado en ambos mundos (1918), bajo la edición de Ramón Menéndez Pidal.

## Colecciones editoriales
Según su catálogo general de 1923, Calpe tenía las siguientes colecciones editoriales:

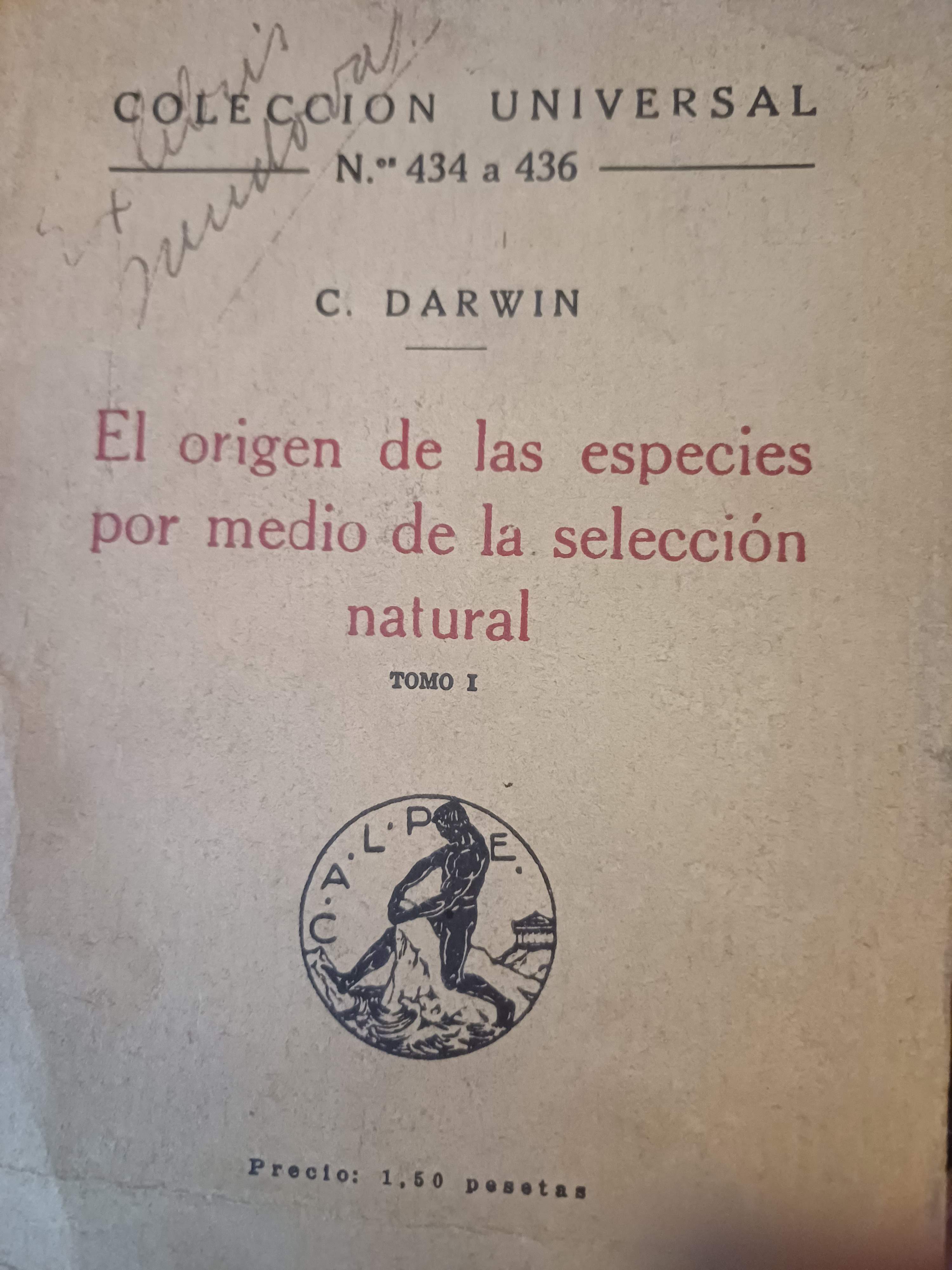
El origen de las especies por medio de la selección natural, en 3 tomos, de Charles Darwin.

- Colección Universal (Antecedente de la Colección Austral)
- Colección Contemporánea
- Los Poetas
- Los Humoristas
- Los Nuevos
- Clásicos Castellanos
- Obras de Cervantes
- Teatro de Shakespeare
- Vidas paralelas de Plutarco
- Literatura Selecta
- Libros de Aventuras
- Libros de Naturaleza
- Libros de Invenciones e Industrias
- Biblioteca de Juventud
- Biblioteca de Episodios Americanos
- Obras de Julio Camba
- Biblioteca Blanca
- Grandes Viajes Modernos
- Grandes Viajes Clásicos
- Geografía Moderna
- Nueva Geografía Universal
- Obras del naturalista J.E. Fabre
- Monografías de Biología y Medicina
- Manuales de Ciencias Médicas
- Obras especiales de Medicina
- Obras varias de Biología y Medicina
- Biblioteca del Electricista Práctico
- Biblioteca de Química
- Biblioteca de Topografía y Construcción
- Biblioteca de Mecánica
- Biblioteca Contemporánea de Ciencias
- Manuales Calpe de Ingeniería Civil, Militar e Industrial
- Grandes Tratados de Ingeniería
- Actualidades Científicas y Políticas
- Publicaciones Agrícolas
- Biblioteca de Ideas del siglo XX
- Breviarios de Ciencias y Letras
- Obras de José Ortega y Gasset
- Obras comerciales de M. Adolphe Rumeau
- Manuales Gallach
- Obras de Ciencia y Educación
- La Vida de los Animales
- Museo Militar
- Obras Culinaria